# Escaryus sachalinus
Escaryus sachalinus är en mångfotingart som beskrevs av Masatoshi Takakuwa 1935. Escaryus sachalinus ingår i släktet Escaryus och familjen småjordkrypare. Inga underarter finns listade i Catalogue of Life.